# Carla Evelyn Giraldo
Carla Evelyn Giraldo Quintero (30. kolovoza, 1986. – Medellin, Kolumbija) kolumbijska je glumica, pjevačica i model. Najpoznatija je o ulozi Lolite Rengifo u telenoveli Me llaman Lolita.Odrastala je u Bogoti. Njen je otac Manuel Giraldo, a majka Charo Quintero.

## Filmografija

### Telenovele
- Klon kao Latiffa Hashim (2010.)
- Verano en Venecia kao Manuela Tirado Toledo (2009.)
- La diva kao Nicole (2006.)
- Juego limpio kao Claudia Guerra (2005.)
- Pobre Pablo kao Jenny Paola Guerrero (2000.)
- Francisco el matemático kao Tatiana Samper  (1999. – 2004.)
- Me llaman Lolita  kao Lolita Rengifo (1999.)

### TV serije
- Tiempo final kao Claudia Guerra (2008.)
- Enigmas del más allá kao Valeria Herrante (2005.)